# Molotovova linie

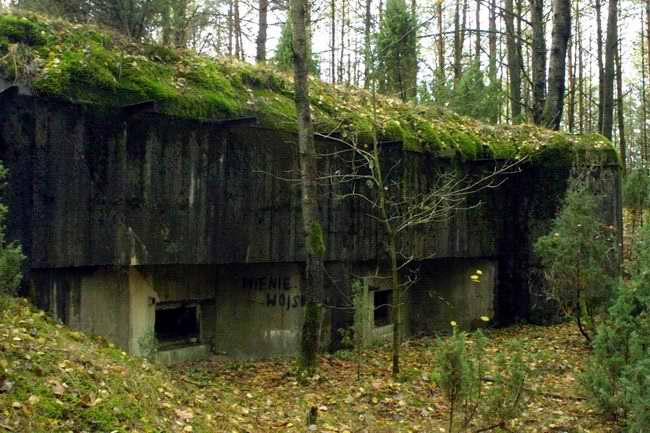
Objekt Molotovovy linie

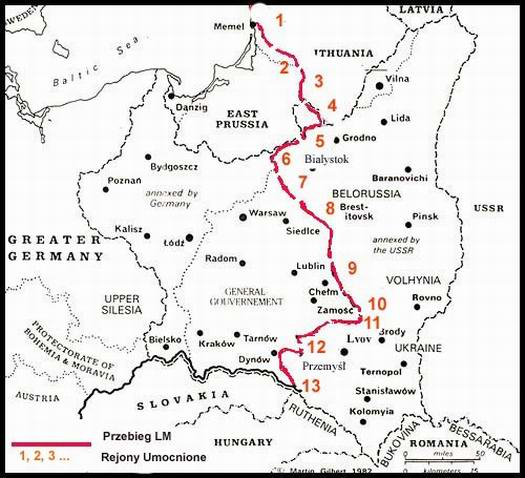
Molotovova linie v letech 1939–1941

Takzvaná Molotovova linie byl systém opevnění postavený v letech 1940–1941 Sovětským svazem podél nové západní hranice vzniklé po anektování pobaltských států, východního Polska a Besarábie (východní část Moldavska).
Neformální název opevnění Molotovova linie vešel v užívání relativně nedávno. Byl zpopularizován až pracemi Viktora Suvorova, zejména knihou Všechno bylo jinak.
Linie vedla od Baltu ke Karpatům. Sestávala z 13 opevněných rajónů. Každý opevněný rajón (rusky ukreplennyj rajon) zahrnoval podle plánů 5–10 uzlů obrany a několik set bunkrů. Do německého útoku v červnu 1941 bylo ale postaveno pouze 880 bunkrů z plánovaných 5807. Za války měla opevnění minimální důležitost. V noci na 22. června 1941 byla obsazena vojáky pouze část pevnůstek a i ty byly dobyty během krátké doby, nejpozději do dvou týdnů.
Rozvaliny opevnění je možné najít v Litvě, Polsku, Bělorusku a Ukrajině. Některé pevnůstky jsou v dobrém stavu a pokud se nacházejí mimo současné příhraniční zóny, jsou i lehce přístupné.
V Litvě sestávala linie ze čtyř opevněných rajónů:
- 1. rajón Telšiai, linie Palanga – Judrėnai, 75 kilometrů, 8 uzlů odporu, dokončeno 23 bunkrů a 366 ve výstavbě (k 22. červnu 1941)
- 2. rajón Šiauliai, linie Pajūris – Jurbarkas, 90 kilometrů, 6 center odporu, postaveno 27 bunkrů a 403 ve výstavbě
- 3. rajón Kaunas, linie Jurbarkas – Kalvarija, 105 km, 10 uzlů, 31 bunkrů dokončeno, ve výstavbě 599
- 4. rajón Alytus, linie Kalvarija – hranice Litevské SSR, 57 km, 5 uzlů, dokončeno 20 bunkrů a 273 ve výstavbě

Celkem bylo v Litvě dokončeno 101 bunkrů, ale mnohé z nich nebyly plně vybaveny. 
Směrem na jih, v oblastech dnes se nacházejících při východní hranici Polska s Běloruskem a Ukrajinou byly rajóny:
- 5. Grodno, 80 km, 9 uzlů, 42/98/606 bunkrů funkčních/dokončených/ve výstavbě (stav 22. června 1941)
- 6. Osowiec, 60 km, 8 center, 35/59/594 (v současnosti v Polsku)
- 7. Zambrów, 70 km, 10 uzlů, 30/53/550 (v Polsku)
- 8. Brest, 120 km, 10 uzlů, 49/128/380 (v Polsku a Bělorusku)
- 9. Kovel 80 km, 9 center, 138 bunkrů ve výstavbě (na Ukrajině)
- 10. Volodymyr, 60 km, 7 uzlů, 97/97/141 (na Ukrajině)
- 11. Kamjanka-Buzka (polsky Kamionka Strumiłowa), 45 km, 5 uzlů, 84/84/180 (Ukrajina)
- 12. Rava-Ruska, 90 km, 13 uzlů, 95/95/306 (v Polsku a na Ukrajině)
- 13. Přemyšl, 120 km, 9 uzlů, 99/99/186 (v Polsku a na Ukrajině)